# Heilige Familiekerk (Den Haag)
De Heilige Familiekerk is een rooms-katholieke kerk aan het Kamperfoelieplein in Den Haag.
De Heilige Familiekerk werd tussen 1921 en 1922 gebouwd. Architect Jan Stuyt ontwierp een grote driebeukige kruiskerk in neoromaanse stijl. De voorzijde van de kerk is voorzien van twee identieke torens. De gevel wordt bekroond door een fronton, met een mozaïek waarop de Heilige Familie staat afgebeeld. De apsis is voorzien van een kooromgang. De door Stuyt veel gebruikte dambordmotieven zijn ook hier op diverse plaatsen op het gebouw aangebracht.
Het interieur van de kerk wordt gesierd door Bijbelse taferelen, die in 1952 zijn geschilderd door Adriaan van der Plas. Op de triomfboog van de apsis is bovenaan de Heilige Drie-eenheid afgebeeld. Daaronder staan aan beide zijden Maria met kind, Jozef, Sint-Franciscus, Johannes de Doper, Petrus en Paulus. In het oostelijke transept heeft Van der Plas  Het Laatste Avondmaal en de Bruiloft te Kana uitgebeeld. In het westelijke transept heeft hij de Bergrede geschilderd.
De kerk is gewijd aan de Heilige Familie en hoort bij de Titus Brandsma-geloofsgemeenschap, onderdeel van de Parochie de Vier Evangelisten.

## Afbeeldingen

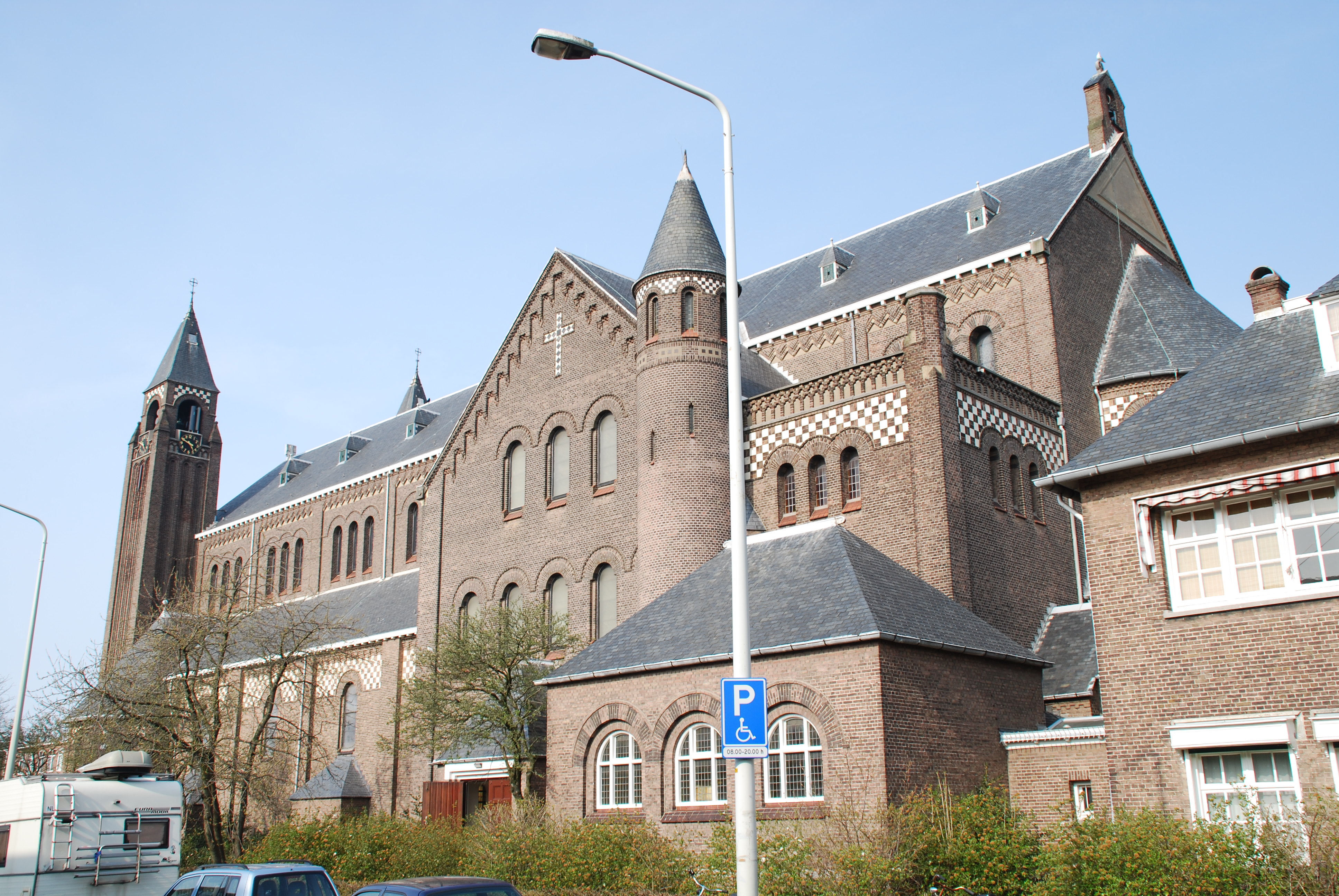
Zijaanzicht
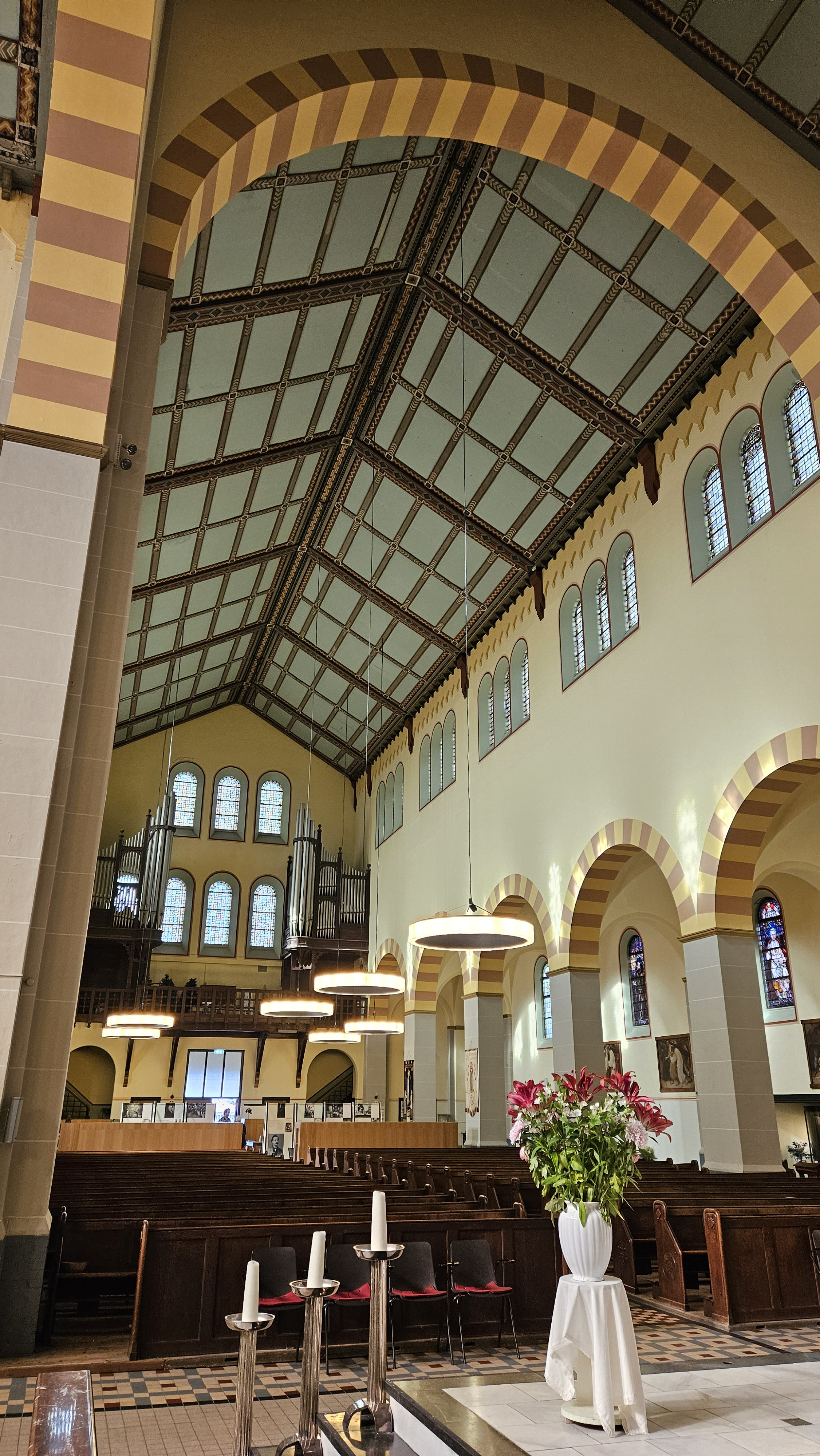
Interieur
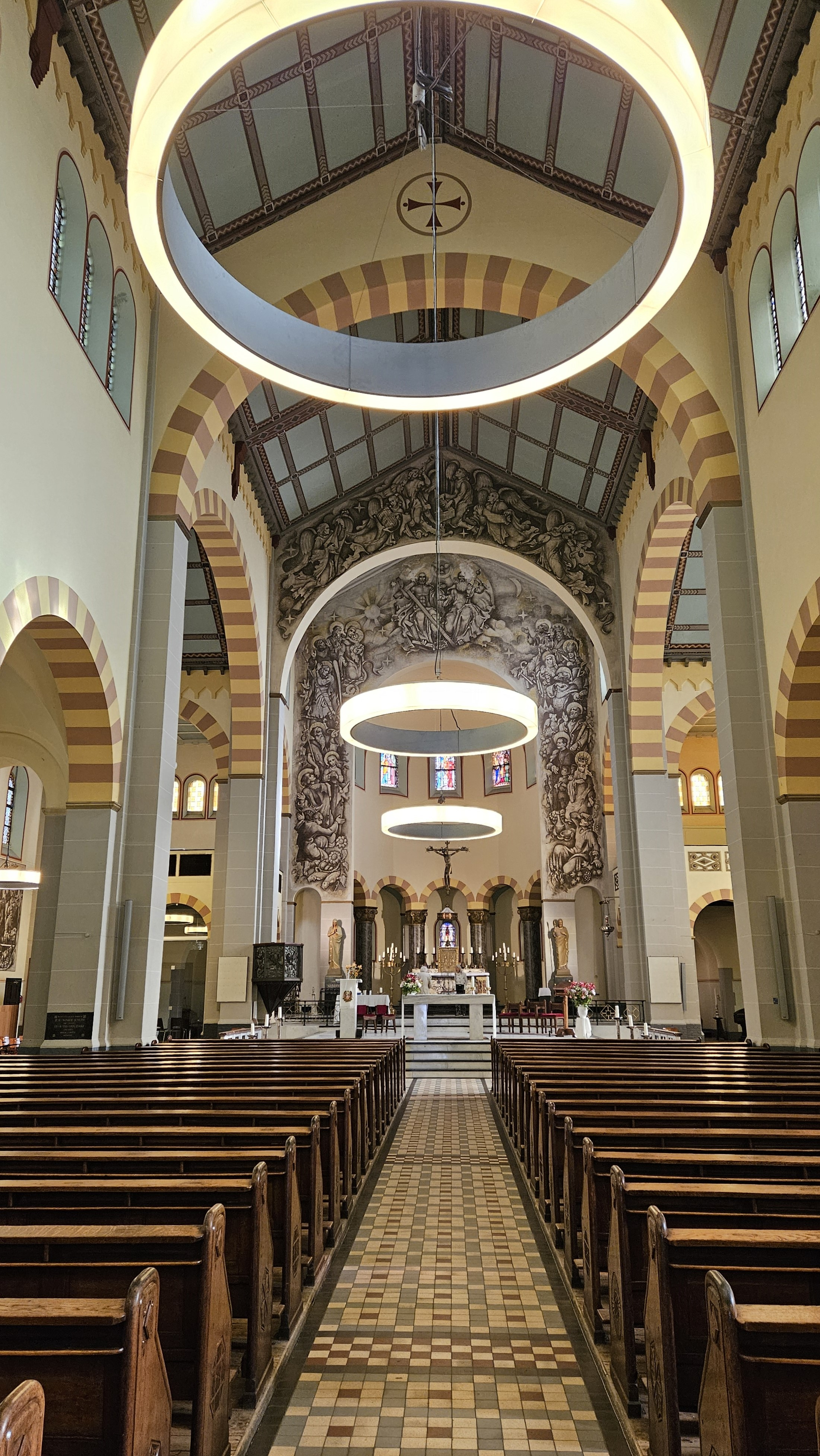
Interieur gezien naar het koor
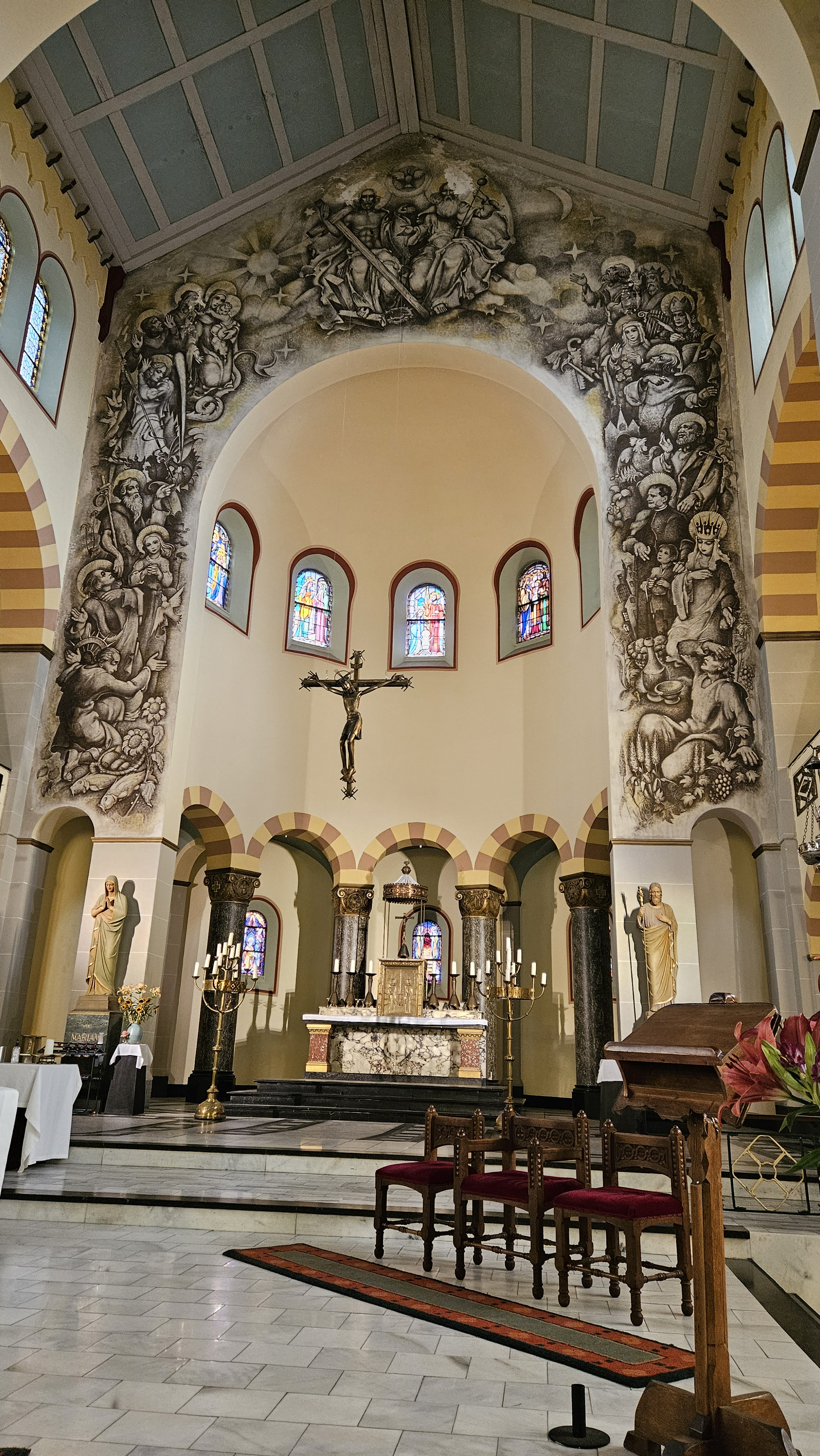
De door Adriaan van der Plas geschilderde heiligen op de triomfboog
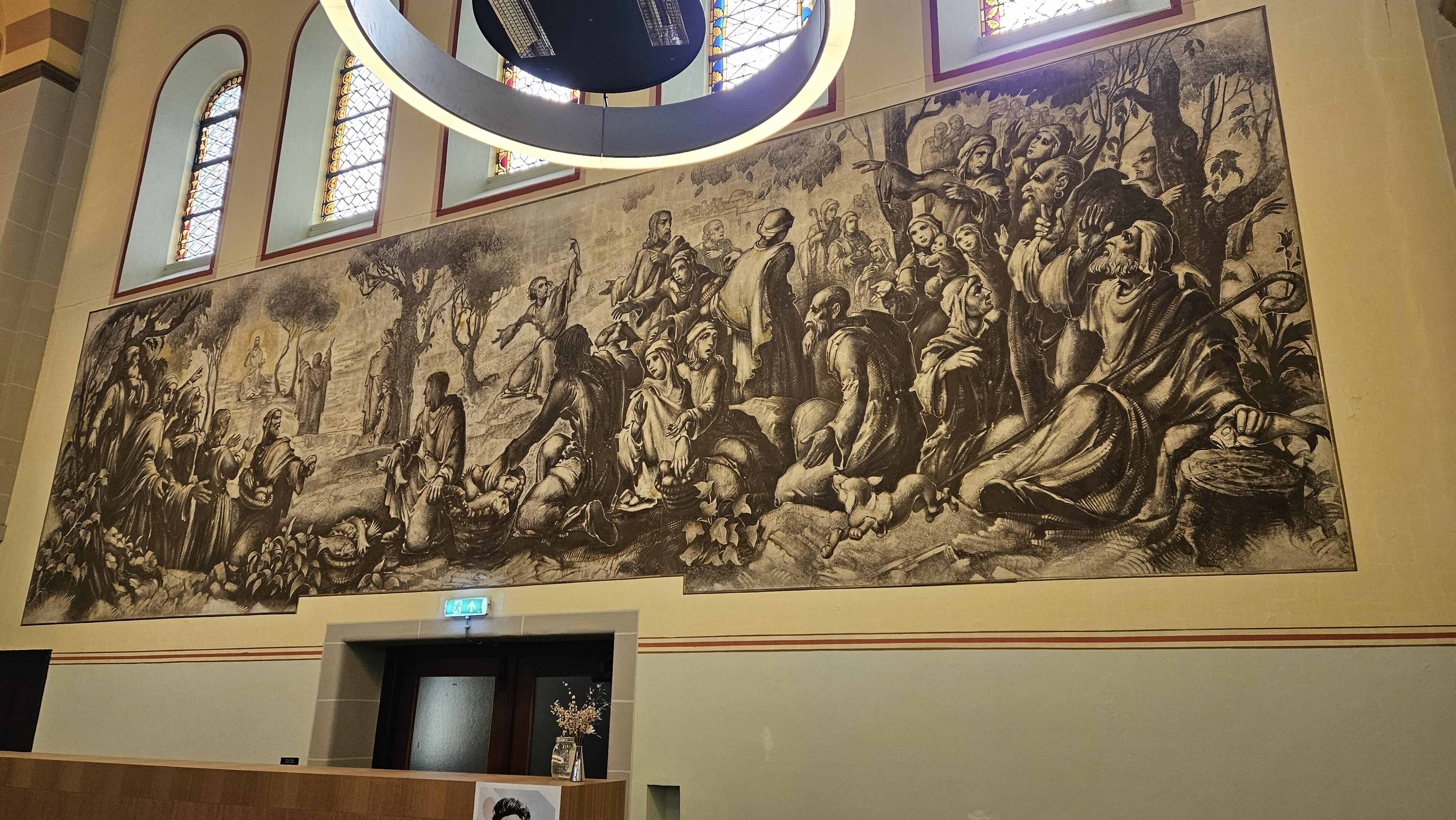
De Bergrede in het westelijke transept
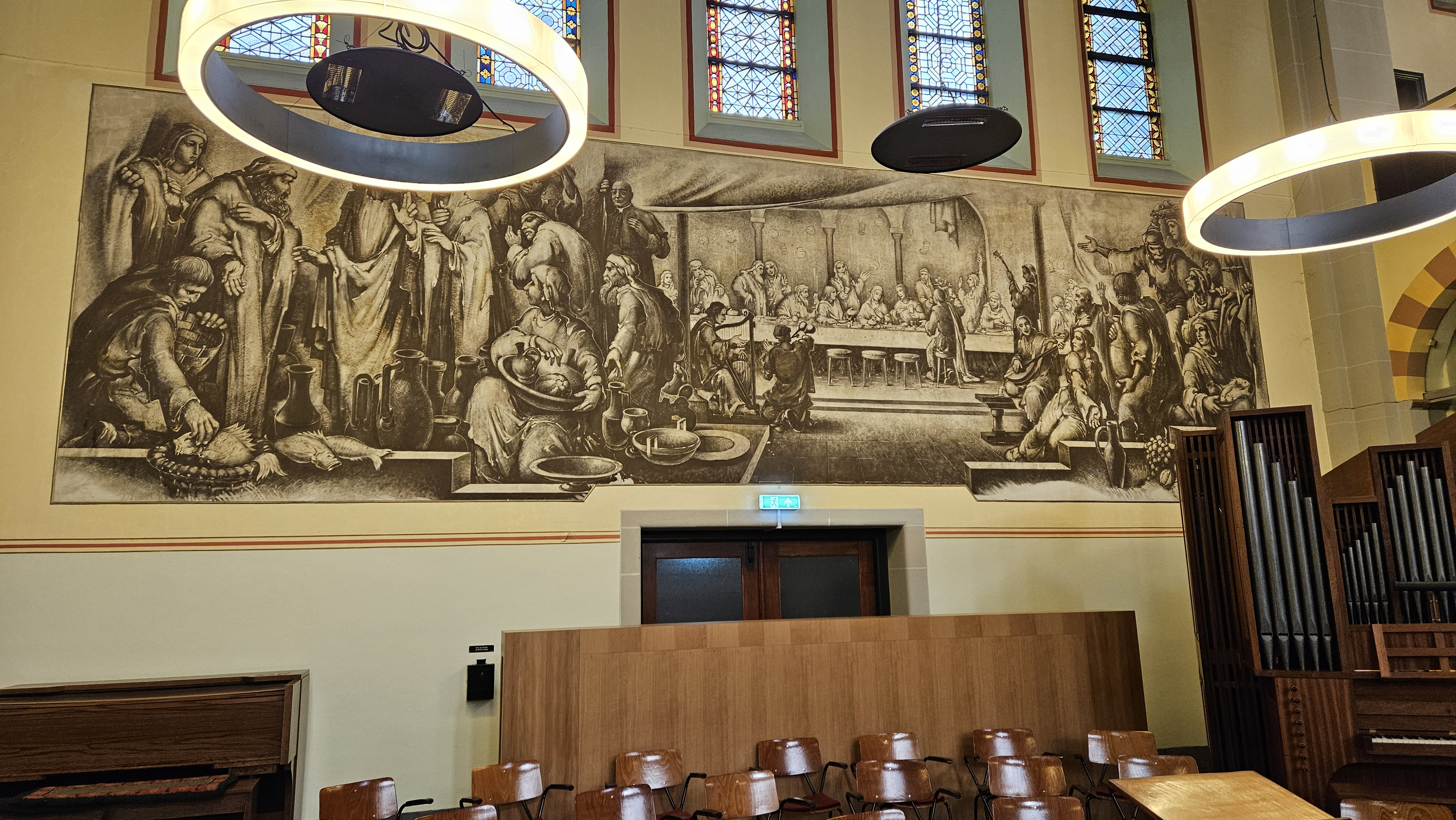
Het Laatste Avondmaal en de Bruiloft te Kana in het oostelijk transept

## Referentie
- Archimon - Kerk van de H. Familie (Jan Stuyt, 1921-1922)
- Titus Brandsmaparochie Den Haag

Abdijkerk van Loosduinen · 
Allerheiligst Sacramentskerk · 
Anglican Church of St. John and St. Philip · 
Antonius Abtkerk · 
Badkapel · 
Bethelkerk (Scheveningen) · 
Bethlehemkerk · 
Christus Triumfatorkerk · 
Duinoordkerk · 
Duinzichtkerk · 
Eben-Haëzerkerk · 
Onze Lieve Vrouw Onbevlekt Ontvangenkerk · 
Emmauskerk · 
Grote of Sint-Jacobskerk · 
Sint-Jacobus de Meerderekerk  · 
H.H. Engelbewaarderskerk · 
H.H. Jacobus- en Augustinuskerk · 
Hofkapel · 
H. Familiekerk · 
Julianakerk (Transvaalkwartier) · 
Prinses Julianakerk (Scheveningen) · 
Kerk van de H. Martelaren van Gorcum · 
Kerk van Eikenduinen · 
Kloosterkerk · 
Lourdeskapel · 
Lutherse kerk · 
Maranathakerk · 
Nieuwe Badkapel · 
Nieuwe Kerk ·
Onbevlekt Hart van Mariakerk ·
O.L.V. Hemelvaartkerk · 
O.L.V. van Goede Raadkerk · 
Oosterkerk · 
Oude Kerk · 
Paleiskerk · 
Pastoor van Arskerk · 
Pniëlkerk · 
Sint-Agneskerk · 
Sint-Josephkerk (1867) · 
Sint-Josephkerk (1886) · 
Sint-Marthakerk · 
Sint-Paschalis Baylonkerk · 
Sint-Theresia van Lisieuxkerk · 
Sint-Willibrorduskerk · 
Teresia van Avilakerk · 
Vredeskapel · 
Waalse Kerk · 
Wilhelminakerk (1908) · 
Wilhelminakerk (1954) · 
Willemskerk · 
Willibrorduskapel